# Преславски пролом
преславският пролом (или Дервент) е пролом на река Голяма Камчия в Северна България, в Предбалкана, между Преславска планина на запад и северозапад, и Драгоевска планина на югоизток в Община Върбица и Община Велики Преслав, област Шумен.
Проломът е с епигенетичен произход и е с дължина около 12 km, а средната му надморската височина е около 130 m. Всечен е до 550 m в долнокредни варовици и пясъчници, които се разкриват по склоновете му.
Започва западно от преградната стена на язовир Тича на 147 m н.в. и се насочва на север. В средната си част река Голяма Камчия прави красиви меандри и тук надморската му височина е около 130 m. Завършва южно от град Велики Преслав на около 114 m н.в.
В близост до изхода на пролома върху терасите на реката се намира Националния историко-археологически резерват и музей Велики Преслав от втората българска столица. На високия десен (югоизточен) склон на пролома при изхода му е разположен резерватът Патлейна, в който освен че е единственото в България находище на див рошков се намира и възстановеният манастир „Свети Пантелеймон“.
През пролома, по целия му ляв (западен) долинен склон преминава участък от 12 km от първокласния Републикански път I-7 Силистра – Шумен – Ямбол – ГКПП Лесово - Хамзабейли (от km 140 до km 152,0).

## Топографска карта
- Лист от карта K-35-30. Мащаб: 1 : 100 000.